# Akademija (Kaunas)
Akademija és una ciutat al districte municipal de Kaunas i comtat de Kaunas, al centre de Lituània. Segons el cens de l'any 2001, la ciutat té una població de 4.213 persones. La ciutat va començar a créixer el 1964, quan la Universitat d'Agricultura de Lituània va ser traslladada al proper llogaret de Noreikiškės. La ciutat va ser creada el 1999, amb parts del Noreikiškės i Ringaudai.